# Dante (kot)

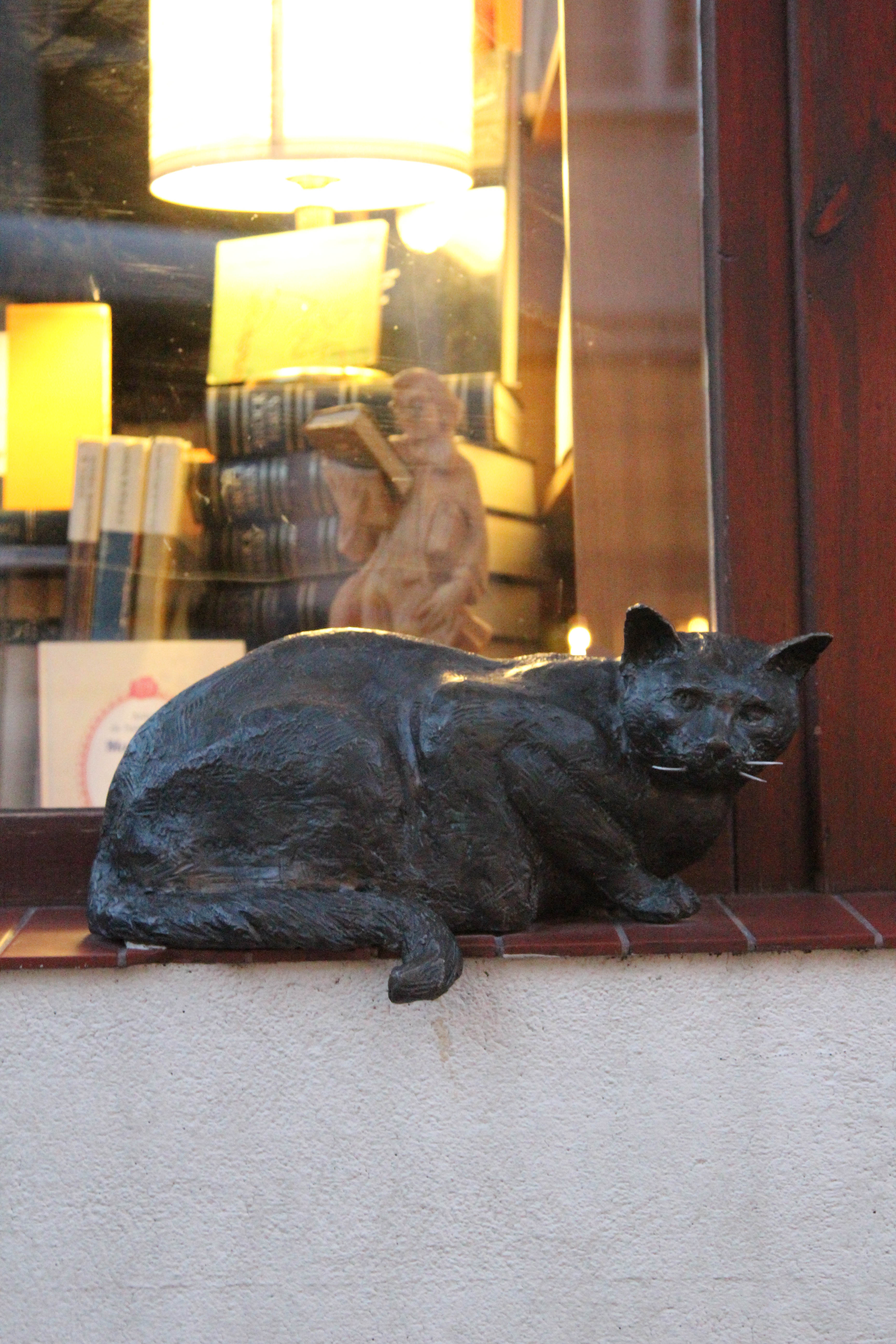
Pomnik kota Dantego na ulicy Szewskiej w oknie antykwariatu

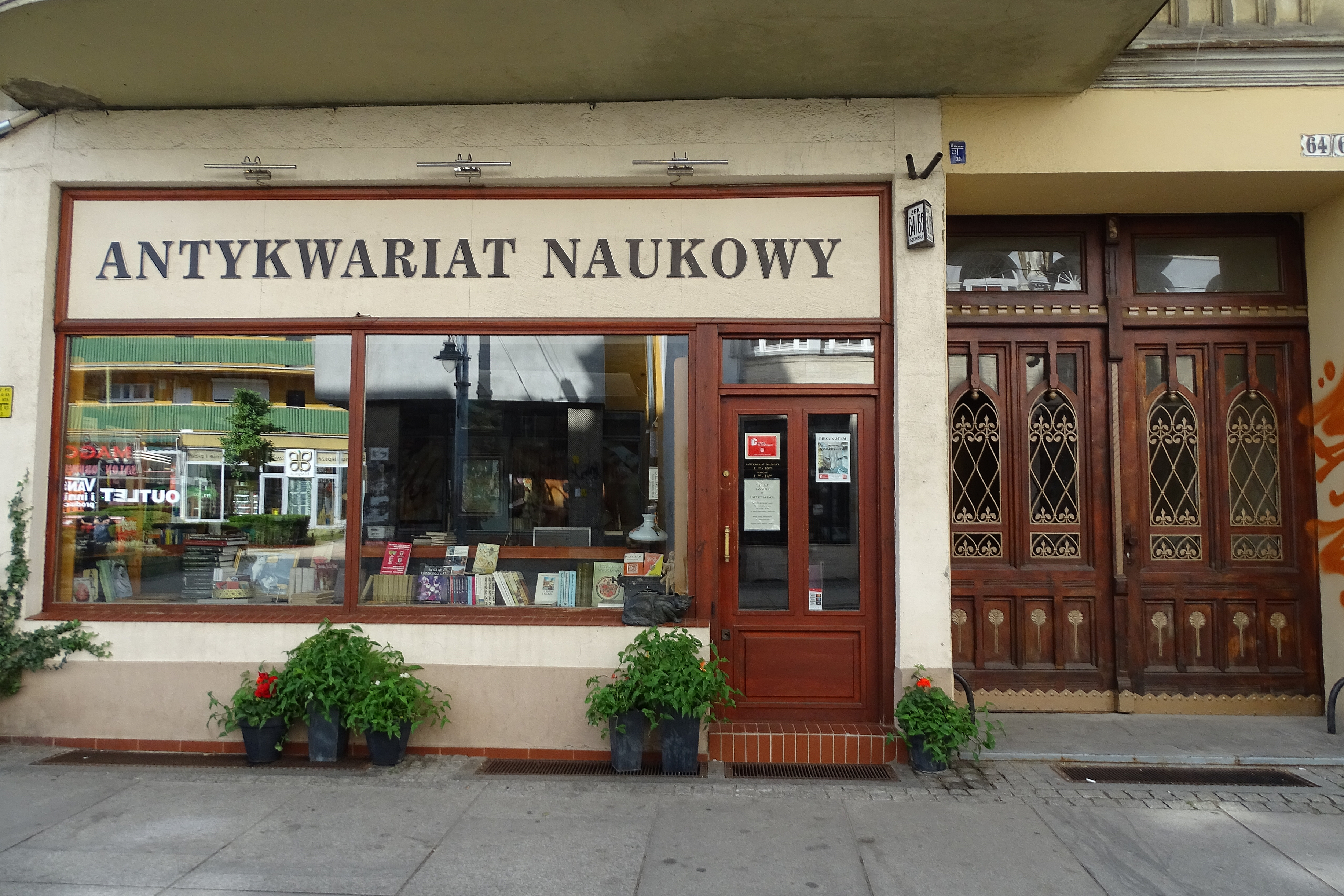
Antykwariat na Szewskiej 64, w prawym dolnym rogu witryny figura Dantego

Dante – kocur maści rudo-białej zamieszkujący Antykwariat Naukowy przy ulicy Szewskiej nr 64 we Wrocławiu. Kot zmarł 20 grudnia 2016 w wieku 16 lat. Kilka miesięcy później postawiono mu pomnik.
Kot trafił do antykwariatu w roku 2006. Mieszkał w antykwariacie, przebywał wśród książek, na witrynie albo na parapecie antykwariatu. Chętnie wylegiwał się na tomie Dantego Boska komedia, czemu zawdzięczał swoje imię. Był spokojny i nie reagował na pukanie w witrynę przez przechodniów.
Kot zyskał dużą popularność wśród klientów antykwariatu i był chętnie fotografowany. Miał swój profil na Facebooku, obserwowany przez 10 000 osób.
17 października 2017 na parapecie antykwariatu ustawiono spiżowy pomnik kota, ufundowany przez klientów antykwariatu, z inicjatywy anonimowego opiekuna profilu „Kot Dante na Facebooku”. Pomnik przedstawia kota Dantego w naturalnej wielkości, nieco odchudzonego. Kot brał również udział w wyborach Najlepszego Kota Księgarnianego i zajął dziewiąte miejsce.